# Hermann Reitberger
Hermann Reitberger (ur. 21 września 1958) – niemiecki narciarz, specjalista narciarstwa dowolnego reprezentujący barwy RFN. Jego największym sukcesem jest złoty medal w balecie narciarskim wywalczony podczas mistrzostw świata w Oberjoch. Zajął także pierwsze miejsce w balecie narciarskim na igrzyskach olimpijskich w Calgary, jednakże nie otrzymał medalu, bowiem balet narciarski był tylko konkurencją pokazową.
Najlepsze wyniki w Pucharze Świata osiągnął w sezonie 1988/1989, kiedy to zajął 5. miejsce w klasyfikacji generalnej, a w klasyfikacji baletu narciarskiego był pierwszy. Ponadto zdobył małą kryształową kulę w klasyfikacji baletu w sezonach 1983/1984, 1984/1985, 1985/1986, 1986/1987 oraz 1987/1988. W sumie triumfował w tej klasyfikacji aż sześciokrotnie co jest rekordem tej klasyfikacji Pucharu Świata. W tej samej klasyfikacji był też drugi w sezonach 1981/1982 i 1982/1983 oraz trzeci w sezonie 1989/1990.
W 1991 r. zakończył karierę.

## Osiągnięcia

### Mistrzostwa świata
| Miejsce | Dzień     | Rok  | Miejscowość | Konkurencja      | Zwycięzca      |
| ------- | --------- | ---- | ----------- | ---------------- | -------------- |
| 6.      | 6 lutego  | 1986 | Tignes      | Balet narciarski | Richard Schabl |
| 1.      | 1 marca   | 1989 | Oberjoch    | Balet narciarski | -              |
| 6.      | 12 lutego | 1991 | Lake Placid | Balet narciarski | Lane Spina     |

### Puchar Świata

#### Miejsca w klasyfikacji generalnej
- sezon 1979/1980: 42.
- sezon 1980/1981: 26.
- sezon 1981/1982: 16.
- sezon 1982/1983: 17.
- sezon 1983/1984: 14.
- sezon 1984/1985: 10.
- sezon 1985/1986: 9.
- sezon 1986/1987: 7.
- sezon 1987/1988: 6.
- sezon 1988/1989: 5.
- sezon 1989/1990: 11.
- sezon 1990/1991: 31.